# فهرست بازیگران ارمنی

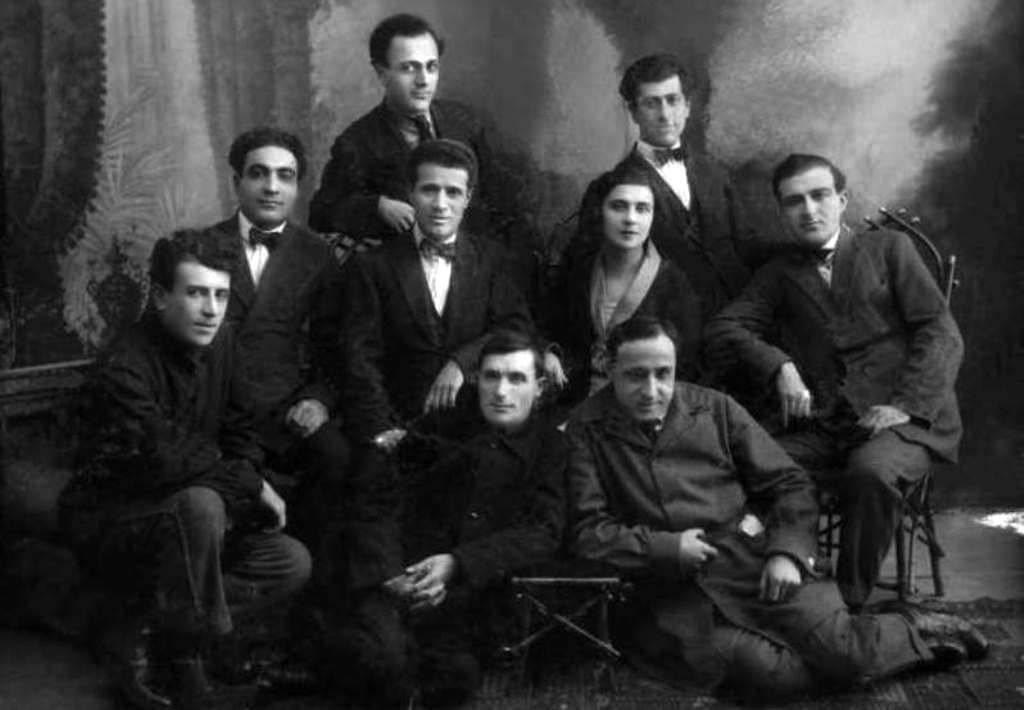

در زیر فهرست بازیگران ارمنی‌تبار آورده شده‌است:

## آ
- ولادیمیر آباجیان
- ادوارد آبالیان hy:Էդուարդ Աբալյան
- نوارت آبالیان
- یزنیک آباهونی hy:Եզնիկ Ապահունի
- لیوسا آبدالیان hy:Լյուսի Աբդալյան
- خاچاطور آبراهامیان
- خورن آبراهامیان
- گریگور آبراهامیان hy:Գրիգոր Աբրահամյան
- لوون آبراهامیان (هنرپیشه) لوون آبراهامیان (هنرپیشه)
- سورن آبقیان hy:Սուրեն Աբեղյան
- سیمون آبکاریان
- آبل آبلیان hy:Աբել Աբելյան
- آرتاشس آبلیان
- هوهانس آبلیان
- سارگیس آبوویان (هنرپیشه) hy:Սարգիս Աբովյան (դերասան)
- مری آپیک
- گریگور آتاناسیان hy:Գրիգոր Աթանասյան
- آرشاک آتایان
- تیران آجمیان hy:Տիրան Աճեմյան
- هوهانس آجمیان hy:Հովհաննես Աճեմյան (դերասան, քանդակագործ)
- الکساندر آداباشیان
- پتروس آدامیان
- آشوت آدامیان
- یرانوهی آدامیان
- آرتاشس آراراتیان hy:Արտաշես Արարատյան
- آمالیا آرازیان
- گارنیک آرازیان hy:Գառնիկ Արազյան
- پوغوس آراکسیان hy:Պողոս Արաքսյան
- کاراپت آرتسرونیان
- آرتاشس آرزومانیان
- گریشا آرزومانیان
- مکرتیچ آرزومانیان
- یرواند آرزومانیان (هنرپیشه) hy:Երվանդ Արզումանյան (դերասան)
- آرتور آرزویان hy:Արթուր Արզոյան
- پاول آرسنوف [[:hy:Պավել Արսենով
- زاره آرشاک
- نورا آرمانی hy:Նորա Արմանի
- آرمن آرمنیان
- لورنتس آروشانیان
- رازمیک آرویان
- شارل آزناوور
- هوهانس آزویان
- هاکوب آزیزیان
- آرمن آژتریان hy:Արմեն Աժտերյան
- آروس آسریان
- تئادروس آسریان hy:Թևադրոս Ասրյան
- رائول آسلان
- گرگوار آسلان
- گئورگ آصلانیان
- گئورگ آشوقیان
- هایک آفریکیان hy:Հայկ Աֆրիկյան
- داویت آقاجانیان
- واهان آقامالیان
- لوون آلاوردیان hy:Լևոն Ալավերդյան
- هنریک آلاوردیان
- نارینه آلکسانیان
- کارو آلواریان hy:Կարո Ալվարյան
- ایساهاک آلیخانیان
- تونی آمادونی
- گئورگی آمیراگوف
- آرام آمیربکیان
- دوری آمیربکیان hy:Դորի Ամիրբեկյան
- ویاچسلاو آمیرخانیان hy:Վյաչեսլավ Ամիրխանյան
- رازمیک آمیرگولیان
- تسولاک آمریکیان
- میهردات آمریکیان hy:Միհրդատ Ամրիկյան
- یوری آمیریان hy:Յուրի Ամիրյան
- گورگن آنتونیان (هنرپیشه) hy:Գուրգեն Անտոնյան (դերասան)
- آنوش
- هوهانس آواگیان (هنرپیشه)
- مکرتیچ آوالیان hy:Մկրտիչ Ավալյան
- آوت آوتیسیان
- مارجان آوتیسیان
- گریگور آودیان
- وال آوری
- سرژ آویدیکیان
- رومن آوینیان
- هوهانس آهارونیان hy:Հովհաննես Ահարոնյան
- مکرتیچ آیتنیان hy:Մկրտիչ Այտընյան
- تیگران آیوازیان

## الف
- ناز ادواردز
- استفانی
- آرتور الباکیان
- ادگار الباکیان
- لی‌لی الباکیان
- ایرن
- بلا ایساهاکیان

## ب
- آغاسی بابایان
- سورن بابایان
- آیدا باباجانیان
- هوهانس باباخانیان
- آدرین باربو
- پاتواکان بارخوداریان
- رافی بارسومیان
- راس باغداساریان سینیور
- ریچارد باکالیان
- واچه باگراتونی
- آراسی بالابانیان
- نارک باویان
- آنا بدیان
- فرانسوا برلئان
- ماریا برویان
- میکائیل بوغوسیان
- اریک بوگوسیان
- اوری بونیاتیان
- کارن بویاجیان
- الکساندر بیجانیان
- هامو بیک-نازاریان

## پ
- واهرام پاپازیان
- گاریک پاپویان
- کنان پارس
- ورویر پانویان
- مایرانوش پارونیکیان
- اریک پالادینو
- پاهاره
- آرمن پتروسیان
- نونا پتروسیان
- وارطان پتروسیان
- ساتو پری
- ماهایا پطروسیان
- آرتاوازد پلشیان

## ت
- ماریا تادئوسیان
- آکیم تامیروف
- نوبار ترزیان
- میهران تساروکیان
- هراند توخاتیان
- آلا تومانیان

## ج
- سوس جانیبکیان
- گورگن جانیبکیان
- آنری جانیک
- ماریا جرپتیان

## چ
- رزا گلوریا چاگویان
- ویگن چالدرانیان

## خ
- آلکساندر خاچاتریان
- اوا خاچاتریان
- مارینکا خاچاتریان
- مهر خاچاتریان
- لیلا خاچاتوریان
- هامبارتسوم خاچانیان
- کارپ خاچوانیان
- سورن خاچیکیان
- دمیتری خاراتیان
- آرسینه خانجیان
- تامارا خانوم

## د
- گریگور دانیلیان
- هوهانس داوتیان (هنرپیشه)
- آیلین دردریان
- کن داویتیان
- دیوید دستمالچیان
- فرونزه دولاتیان
- تاتول دیلاکیان

## ر
- کاترین روب-گریه

## ز
- ایرن زازیانس

## ژ
- شارل ژرار
- آرمن ژیگارخانیان

## س
- دیران سارافیان
- ریچارد سی سارافیان
- لئونارد سارکیسف
- سوس سارگسیان
- سوفیک سارگسیان
- لوسی سارویان
- تادئوس ساریان
- آناتی ساکانیان
- لیکا سالمانیان
- واهرام ساهاکیان
- گاریک سپخانیان
- مادام سیرانوش
- سیرانوش
- متاکسیا سیمونیان

## ش
- ینووک شاهن
- سونا شاهگلدیان
- شر (خواننده)
- آزات شرانتس
- آنیک شفرازیان

## ط
- آرتو طریان
- وارتو طریان

## ظ
- لوون ظهرابیان

## ف
- سایریندا فاکس
- ارلن فرنسیس

## ق
- شاهوم قازاریان
- آسیا قسطانیان
- رودولف قوندیان

## ک
- ادموند کئوسیان
- آرا کاراگیان
- کارمن (بازیگر)
- مایک کانرز
- الیور کلارک
- سیلوا کلگیان
- آرمان کوتیکیان
- ولادیمیر کوچاریان
- موراد کوستانیان
- کارن کوندازیان
- استپان کوورکوف
- آرتاوازد که‌فچیان
- فیلیپ کیرکوروف

## گ
- لائورا گئورگیان
- نادژدا گئورگیان
- آرپی گابریلیان
- گورگن گابریلیان (بازیگر)
- ویلن گالستیان
- روبر گدیگیان
- آرسن گریگوریان
- سابرینا گریگوریان
- سوتلانا گریگوریان
- مارکو گریگوریان
- مایرانوش گریگوریان
- مایکل ای. گورجیان
- میشا و مارگو گوستانیان
- آرمن گولاکیان
- اولگا گولازیان
- آرتاشس گیوداکیان

## ل
- لرتا

## م
- نوریتزا ماتوسیان
- تاتیانا ماخموریان
- متیو مادنیان
- آندره‌آ مارتین
- آماسیا مارتیروسیان
- تام ماردیروسیان
- گوورگ مارتیروسیان
- آرورا ماردیگانیان
- واقیناک مارگونی
- مانوئل ماروتیان
- آرمن مازمانیان
- آناهید ماسجیان
- ماکس ماکسودیان
- داویت مالیان
- گئورگ مالیکیان
- یرواند ماناریان
- نینا مانوچاریان
- اولگا مایسوریان
- ولادیمیر مسریان
- سامول مکرتچیان
- دونارا مکرتچیان
- فرونزیک مکرتچیان
- گنادی ملکونیان
- سیوزانا ملیکیان
- ماریام ملیکیان
- هریپسیمه ملیکیان
- جو منگنیلو
- رومئو مورادیان
- وارطان میرزویان
- ورجالویس میریجانیان
- لوریک میناسیان

## ن
- ماریا نالباندیان
- جکی نرسسیان
- ویکتوریا نرسسیان
- آشوت نرسیسیان (بازیگر)
- هراچیا نرسیسیان
- گالیا نوونتس

## و
- میشل وارتان
- رزی وارد
- النا واردانیان
- واردوهی واردرسیان
- واردوهی
- واغارش واغارشیان
- جان ورنن
- آروس وسکانیان
- ژانت وسکانیان
- دیتا ون تیز
- ویگن

## ه
- آرشاک هاروتیونیان
- گقام هاروتیونیان
- لرنیک هاروتیونیان
- لوون هاروتیونیان
- هاسمیک (هنرپیشه)
- ژرژ هاشم‌زاده
- گور هاکوبیان
- هایک (هنرپیشه)
- هایکو مکو
- الکساندرا هدیسون
- آرمان هوسپیان
- تامار هوهانیسیان
- نازنی هوهانیسیان
- نرسس هوهانیسیان
- سید هیگ

## ی
- آنی یرانیان
- لئونید ینگیباروف
- آپیک یوسفیان